# La poupée monte le son
 (mars 2025).
Motif : notoriété sur la durée? manque de sources centrées
- Archive Wikiwix
- Bing
- Cairn
- DuckDuckGo
- E. Universalis
- Gallica
- Google
- G. Books
- G. News
- G. Scholar
- Persée
- Qwant
- (zh) Baidu
- (ru) Yandex
- (wd) trouver des œuvres sur Wikidata

| 1. | Préciser le motif de la pose du bandeau. | Précisez le motif de la pose du bandeau en utilisant la syntaxe suivante : {{admissibilité à vérifier\|date=mai 2025\|motif=remplacez ce texte par le motif}}                               |
| 2. | Informer les utilisateurs concernés.     | Pensez à avertir le créateur de l'article, par exemple, en insérant le code ci-dessous sur sa page de discussion : {{subst:avertissement admissibilité à vérifier\|La poupée monte le son}} |

Chansons représentant le Luxembourg
Fighter de Tali
(2024)
La poupée monte le son est une chanson de la chanteuse luxembourgeoise Laura Thorn. Elle a été sélectionnée pour représenter le Luxembourg au Concours Eurovision de la chanson 2025 à Bâle. La chanson est un hommage à Poupée de cire, poupée de son de France Gall, la chanson luxembourgeoise qui a remporté l'Eurovision en 1965.

## Histoire
La chanson a été écrite et composée par les auteurs français Julien Salvia et Ludovic-Alexandre Vidal. La chanson est sortie le 20 décembre 2024. La chanson est un hommage à la chanson Poupée de cire, poupée de son interprétée par France Gall lorsqu'elle représenta le Luxembourg au Concours Eurovision de la chanson 1965, compétition qu'elle remporta. Lors de la conférence de presse des vainqueurs du Luxembourg Song Contest 2025, Laura Thorn a déclaré : « Une poupée est contrôlée par quelqu'un. Celle que je chante ne se laisse plus faire », faisant référence à une approche opposée à la chanson de Gall. Dans une interview accordée à ESCBubble, Thorn a ajouté : « J'aime le fait qu'il y ait un lien avec la chanson de France, surtout parce qu'elle a gagné l'Eurovision il y a exactement 60 ans, alors j'ai pensé que c'était une excellente idée d'honorer le Luxembourg et son histoire dans le cadre du Concours Eurovision de la chanson ». La chanson est considérée comme féministe,.

## Luxembourg Song Contest
Le 25 janvier 2025, elle remporte la finale du Luxembourg Song Contest avec la chanson, lui offrant un billet pour représenter le Luxembourg au Concours Eurovision de la chanson 2025. Thorn a remporté sept votes du jury sur huit et s'est imposée avec 184 points.

## Classements hebdomadaires
| Classement (2025)      | Meilleure position |
| ---------------------- | ------------------ |
| Luxembourg (Billboard) | 12                 |